# Stadionul Dan Păltinișanu (1963)
Stadionul Dan Păltinișanu a fost un stadion multifuncțional din Timișoara, România. A fost al doilea stadion ca mărime din România, fiind construit în anul 1963, când avea 40.000 de locuri, iar în anii ulteriori a suferit numeroase lucrări de modernizare, ajungând la capacitatea de 32.972 de locuri. A purtat numele fotbalistului timișorean Dan Păltinișanu (1951-1995) care a jucat 10 sezoane la FC Politehnica Timișoara.
În 2022, stadionul a fost închis din cauza stării avansate de degradare, iar în februarie 2025 a început demolarea stadionului în vederea construirii unei noi arene cu 32.000 de locuri.

## Concerte
- 1984 - Lepa Brena a avut loc un concert în fața a peste 65.000. de oameni.
- 2006 - Shakira a concertat în fața a peste 20.000 de oameni.
- 2008 - Festivalul Speranței a avut loc la începutul lunii iulie 2008, unde au răsunat peste 50 de soliști și grupuri creștine naționale și internaționale, în decursul a celor 4 zile de concerte numărul participanților a fost de peste 50.000 de oameni.[necesită citare]
- 2019 - Diskoteka Festival, un festival dedicat muzicii retro din anii 80-90. Evenimentul a adunat în cele 3 zile peste 100.000 de oameni.

## Meciuri

### Echipa națională de fotbal a României
Echipa națională de fotbal a României a jucat pe acest stadion următoarele meciuri:
| #  | Data              | Scor | Adversar          | Competiție                                             |
| -- | ----------------- | ---- | ----------------- | ------------------------------------------------------ |
| 1. | 30 martie 1983    | 0–2  | Iugoslavia        | Meci amical                                            |
| 2. | 28 august 1985    | 2–0  | Finlanda          | Calificările pentru Campionatul Mondial de Fotbal 1986 |
| 3. | 23 aprilie 1986   | 2–1  | Uniunea Sovietică | Meci amical                                            |
| 4. | 20 noiembrie 2002 | 0–1  | Croația           | Meci amical                                            |
| 5. | 6 iunie 2007      | 2–0  | Slovenia          | Preliminariile Campionatului European de Fotbal 2008   |
| 6. | 3 martie 2010     | 0–2  | Israel            | Meci amical                                            |

## Vezi și
- Lista stadioanelor de fotbal din județul Timiș
- Listă de stadioane de fotbal din România